# Сабантуй

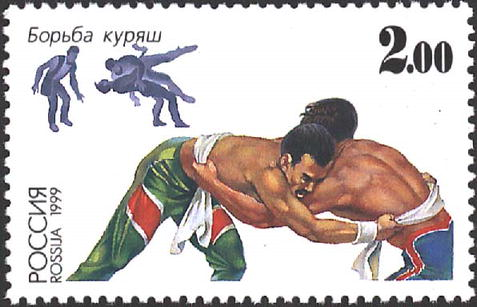
Борьба куреш на празднике

Сабанту́й (тат. сабантуй, сабан туе, баш. һабантуй — «праздник плуга») — ежегодный народный праздник окончания весенних полевых работ у татар и башкир.
Похожий праздник существует и у чувашей (Акатуй), а также у других народов Поволжья (марийцев, мордвы, удмуртов), так и у некоторых тюркских народов Кавказа (балкарцев и ногайцев), однако они имеют свою специфику. Имеются и некоторые различия в наименовании праздника и особенностях празднования сабантуя у различных этнографических групп башкир и татар.

## Этимология
Сабантуй переводится с тюркских языков (тат. сабантуй, сабан туе и баш. hабантуй) как «свадьба (торжество) плуга» — «сабан» (историческая разновидность плуга) и туй — «праздник, свадьба». Также среди татар было распространено название Сабан бәйрәме (бәйрәм также означает «праздник»).

## Похожие праздники
У чувашей имеется похожий праздник, имеющий с сабантуем общие корни, который ранее низовыми чувашами назывался — сапантуй, сапан туйĕ, верховыми — сохату, теперь же повсеместно он называется акатуй где ака означает (посев) и туй — «праздник, свадьба».
Схожую этимологию имеет марийское название похожего праздника — Агапайрем.
Аналогичный праздник татарстанской мордвы — Балтай имеет татарскую этимологию и означает «праздник мёда».
Похожий праздник под названием удм. Гербер существует и у удмуртов.
Народы Северного Кавказа, балкарцы и ногайцы также празднуют похожий праздник, который они называют сабантой. Этим же словом обозначают аналогичный праздник и казахи.
В современном русском языке название «сабантуй» стало нарицательным и часто обозначает любое (не обязательно праздничное) застолье.

## История сабантуя
Истоки празднования сабантуя уходят в глубокую древность и связаны с аграрным культом. Первоначальная цель этого обряда, вероятно, заключалась в задабривании духов плодородия с тем, чтобы благоприятствовать хорошему урожаю в новом году.
Впервые праздник был описан в 921 году арабским путешественником Ибн Фадланом, прибывшим в Булгар в качестве посла из Багдада.
В 1979 году Ф. С. Хакимзяновым в Алькеевском районе Татарстана была обнаружена единственная эпитафия булгарского периода, датированная 1292 годом и содержащая надпись «Saban tuj kon ati» — «День Сабантуя», что свидетельствует о праздновании Сабантуя еще в период Волжской Булгарии.
Несмотря на то, что у башкир «Һабантуй» возник в далеком языческом прошлом, как один из древнейших земледельческих праздников, впервые письменно зафиксирован в XVIII веке в путевых записях русского лексикографа, натуралиста и путешественника Ивана Ивановича Лепёхина и немецкого этнографа, учёного Георги Иоганна Готлиба. И. Г. Георги писал: «Башкирцы. Пахатной ихъ праздник (Сабантуй) во всем, кромъ молитвъ, творимыхъ Муллою, сходетствуетъ съ Анга Соареномъ Черемисским. Хотя земледъліе у нихъ и не въ чести; однакожъ въ праздникъ сей съезжается верхомъ всякая деревня, не исключая ни женъ, ни детей, на свои пашни, слушаетъ приносимое Муллою моленіе о плодородіе земли и изобиліе въ травъ, и забавляется потом попойкою, пляскою, пъснями, рыстаніем въ запуски и тому подобными».
У башкир обряд проходил следующим образом: обливали водой пахарей, поля, двор, траву, скот. Также известен обряд «Һабан бутҡаһы» («Плужная каша»), целью которой была приготовление каши из злаков и угощение пахарей, стариков, детей.

## Празднование сабантуя в прошлом
До конца XIX века сабантуй праздновали в весенне-летний период до начала пахоты после каргатуя.
Празднование сабантуя в общих чертах было одинаковым, но имел ряд особенностей у различных этнографических групп башкир, татар и чувашей. К примеру, если у западных и юго-западных башкир сабантуй устраивали на следующий день после праздника каргатуя, то у восточных проводился позже.

## Сабантуй в настоящее время

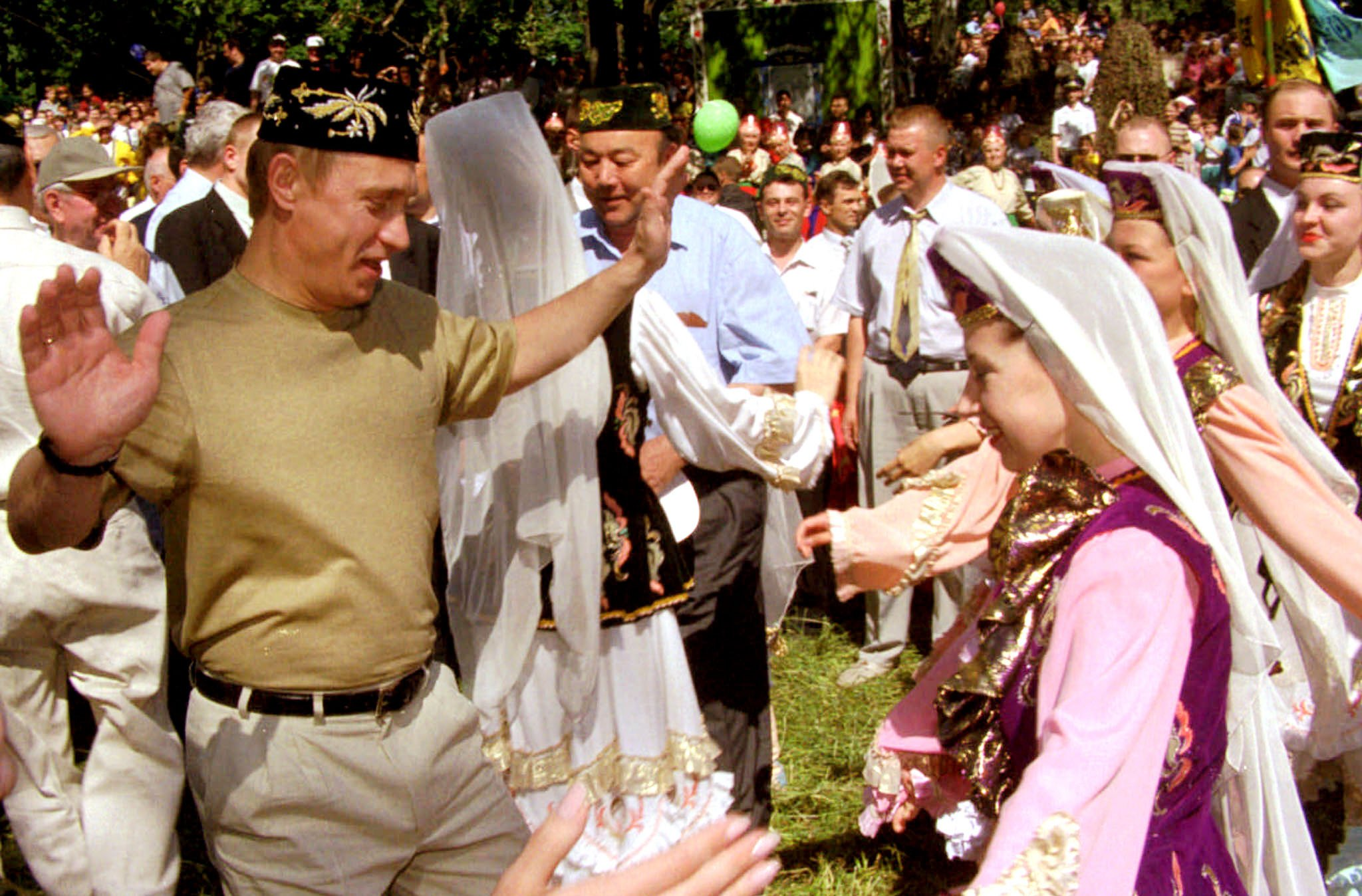
В. В. Путин на сабантуе в Казани, 2000
Сабантуй в Нижнекамске
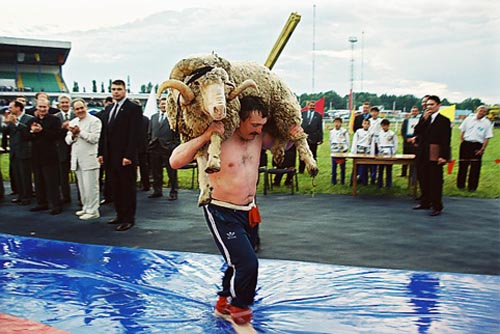
Батыр с призом на сабантуе в Уфе, 2001
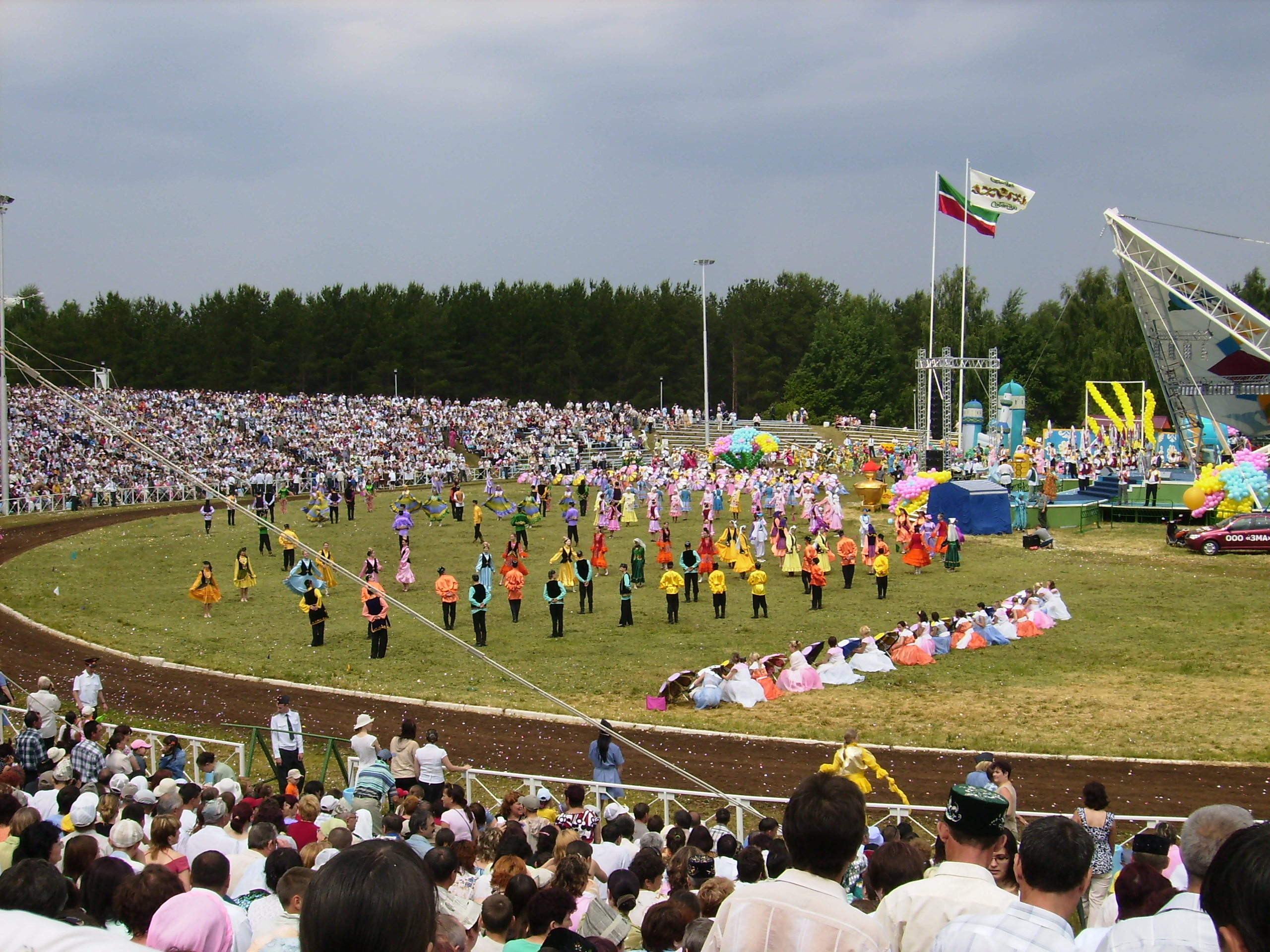
Сабантуй в городе Набережные Челны, 2007
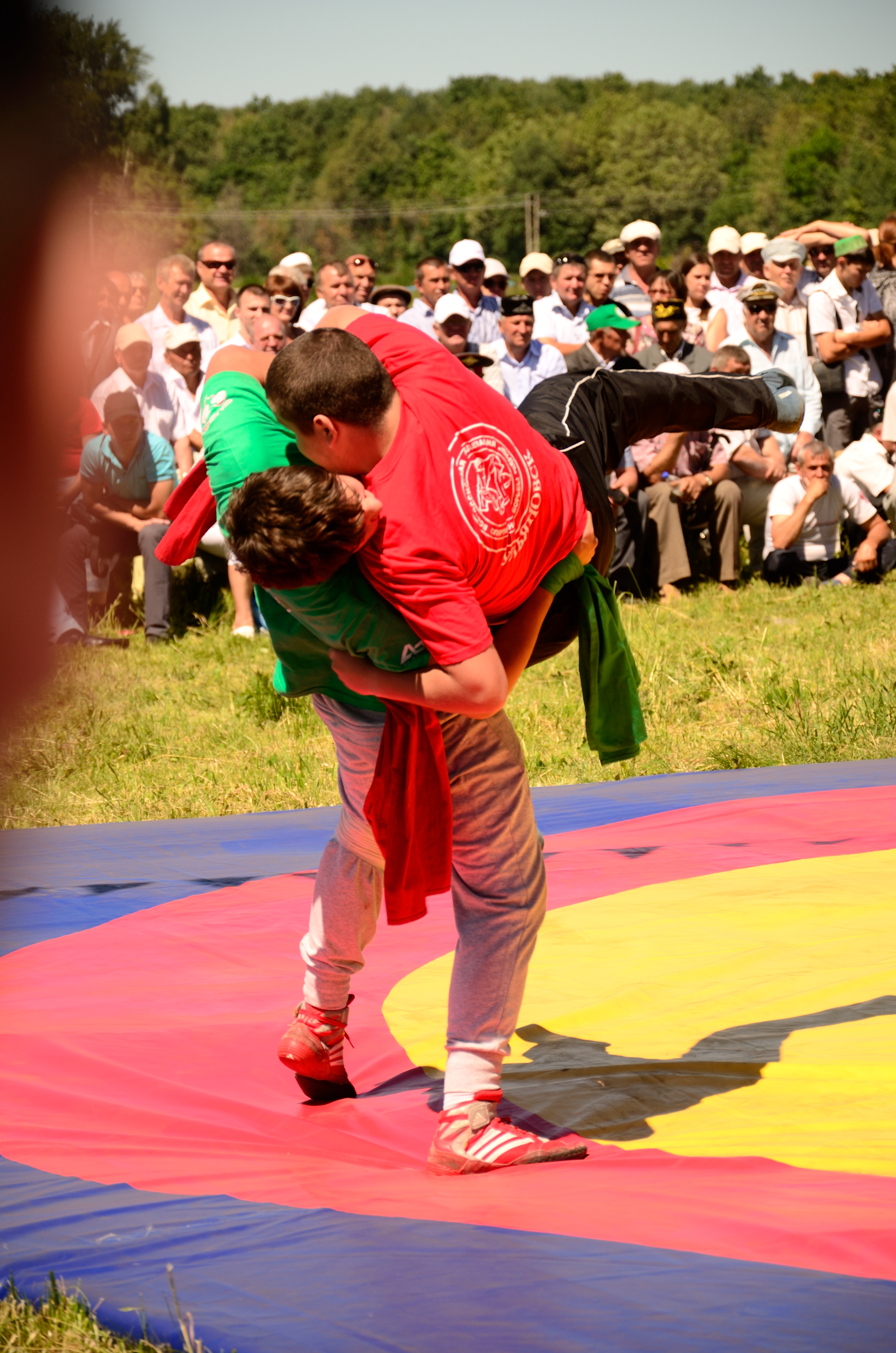
Куреш на празднике сабантуй. Парк Победы, г. Ульяновск, 2012
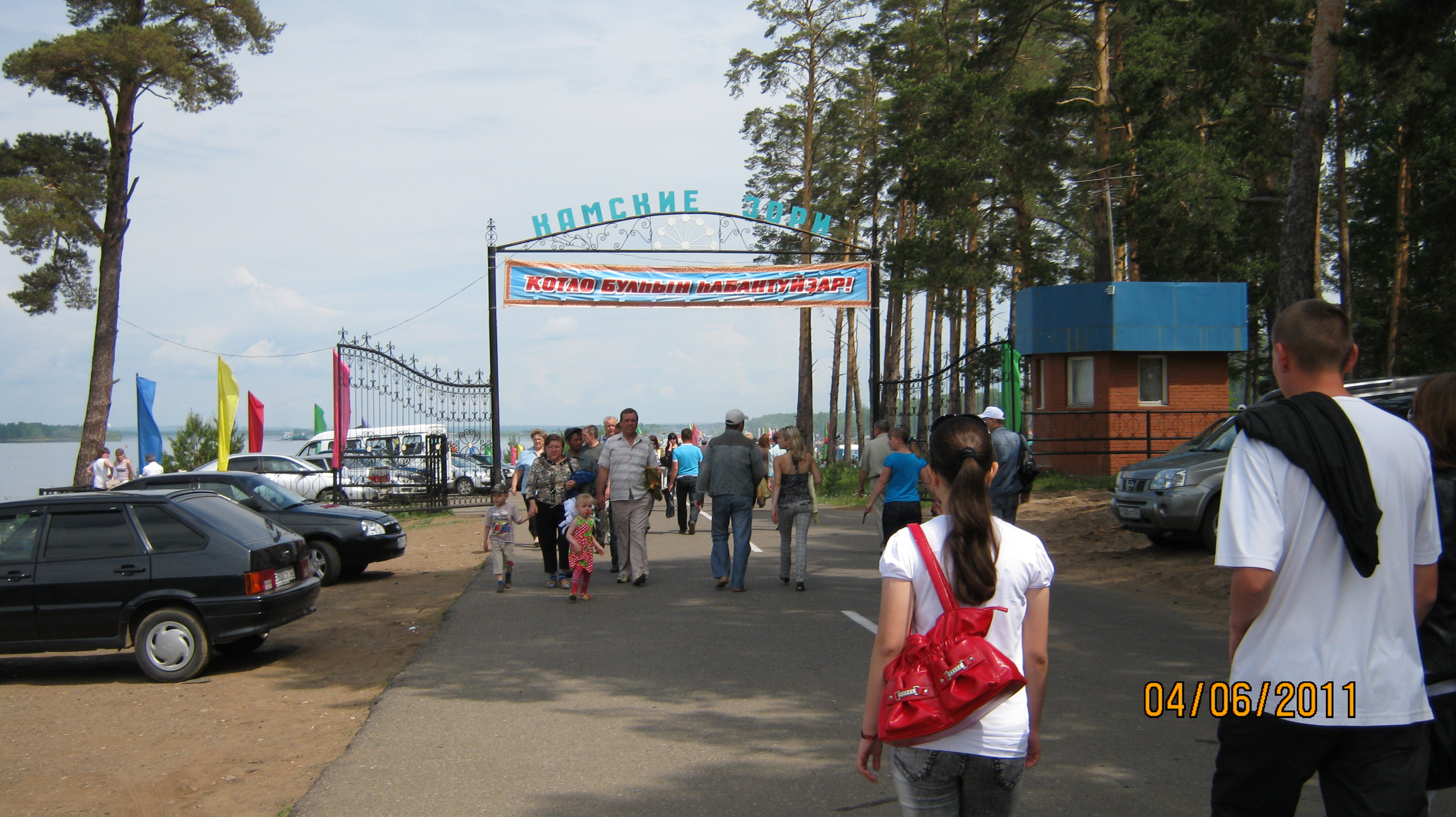
Сабантуй в Николо-Березовке, Башкортостан, 2011
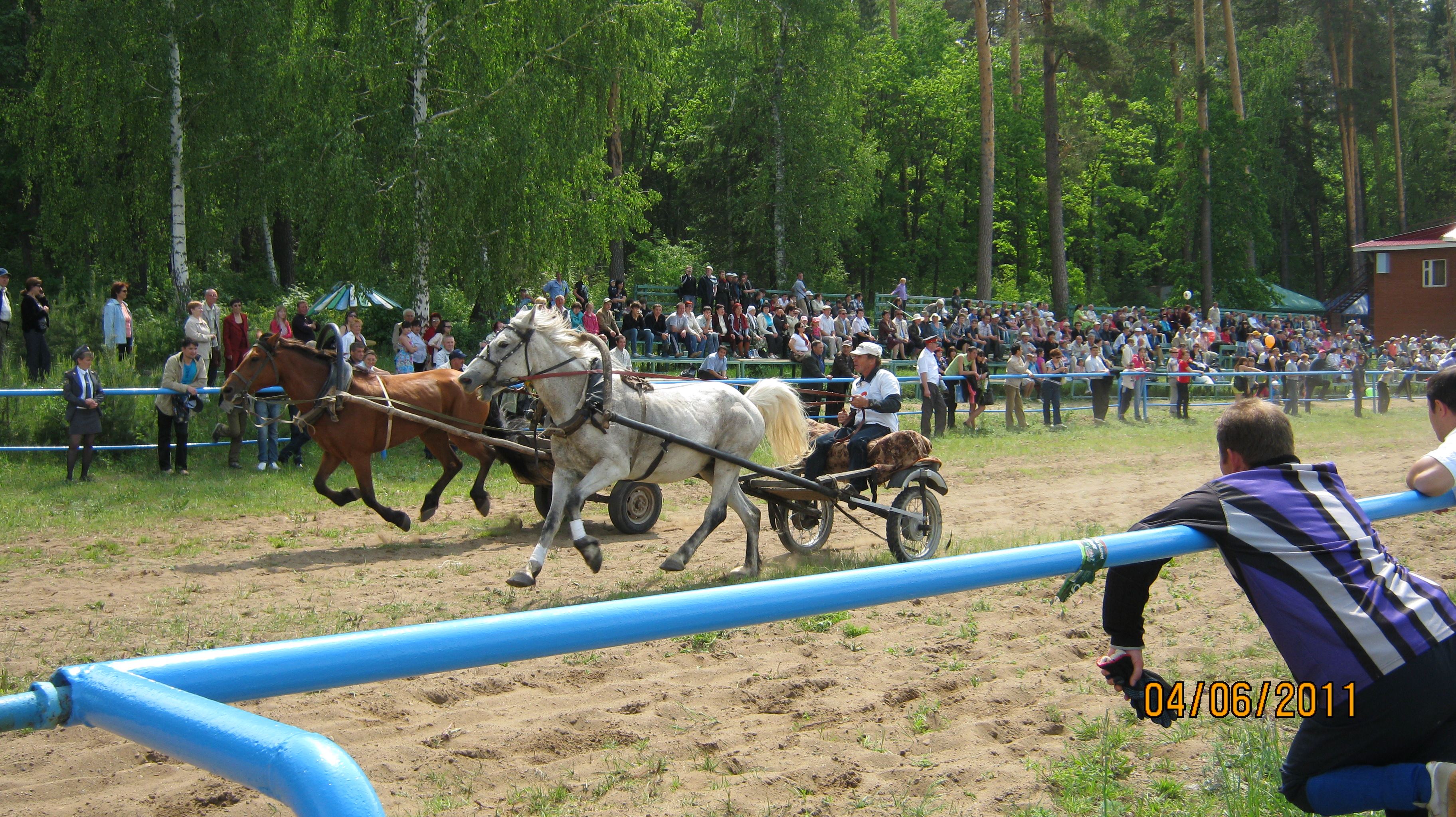
Конные скачки на тележках
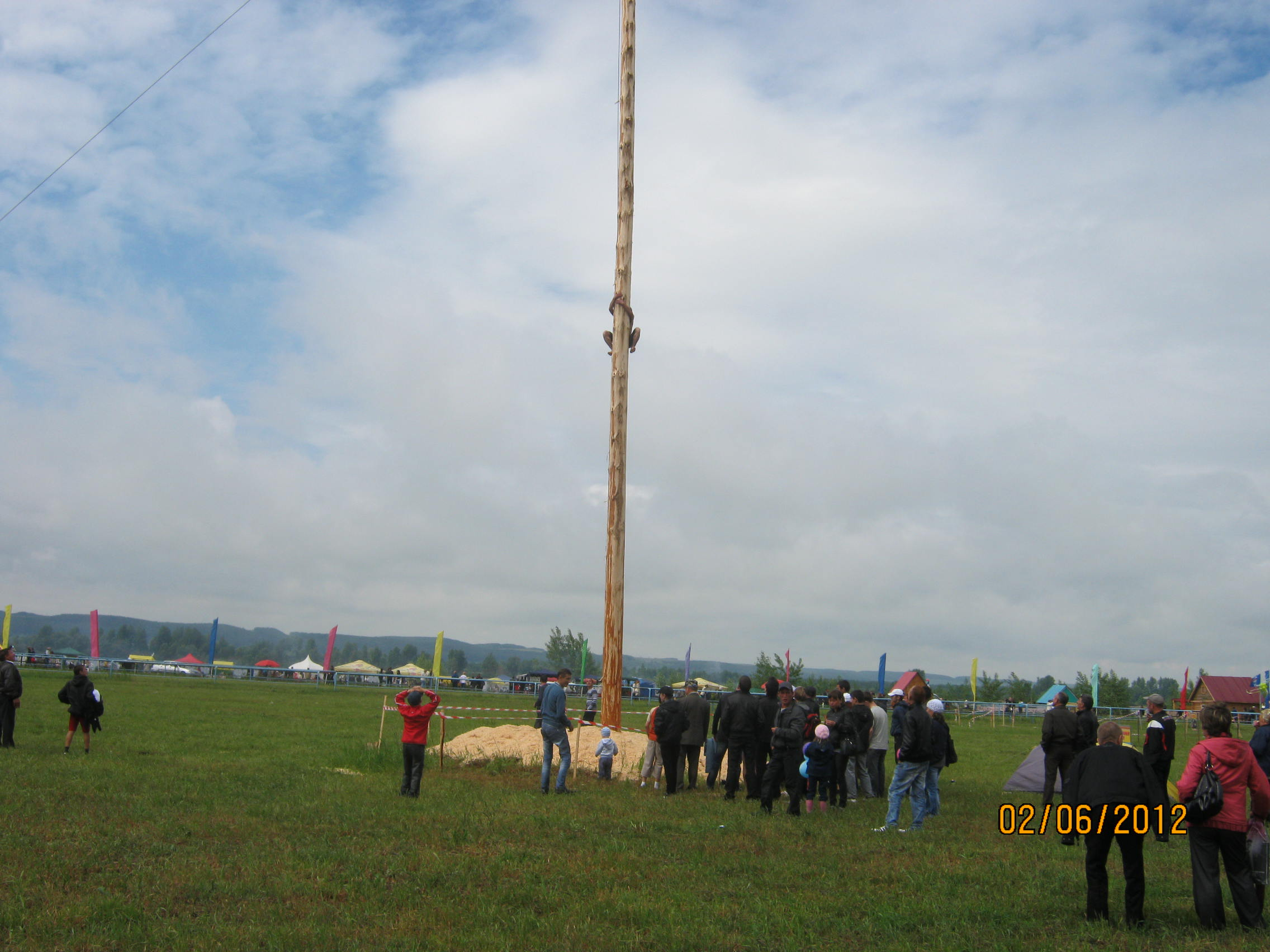
Лазание на шест
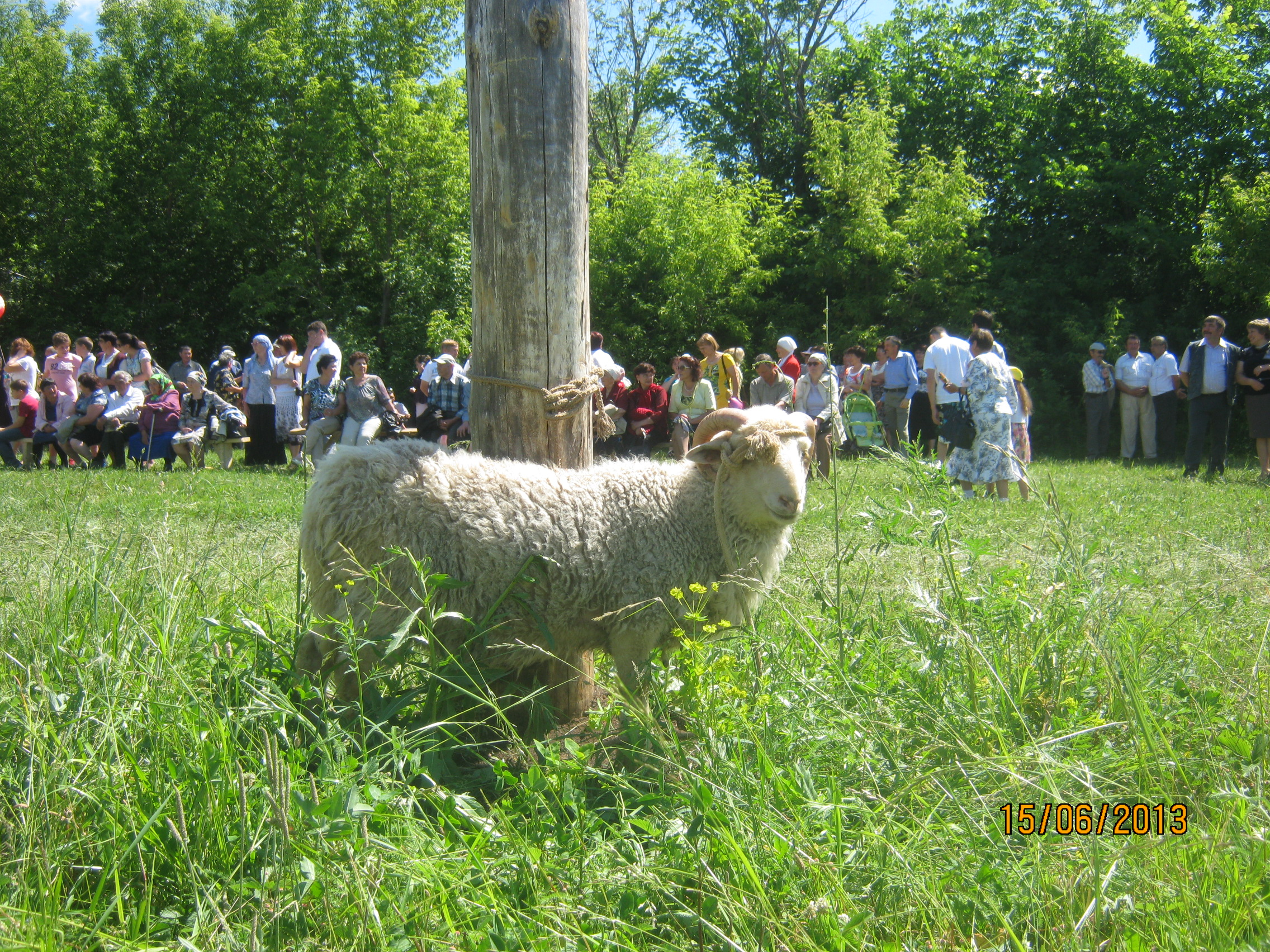
Главный приз героя сабантуя
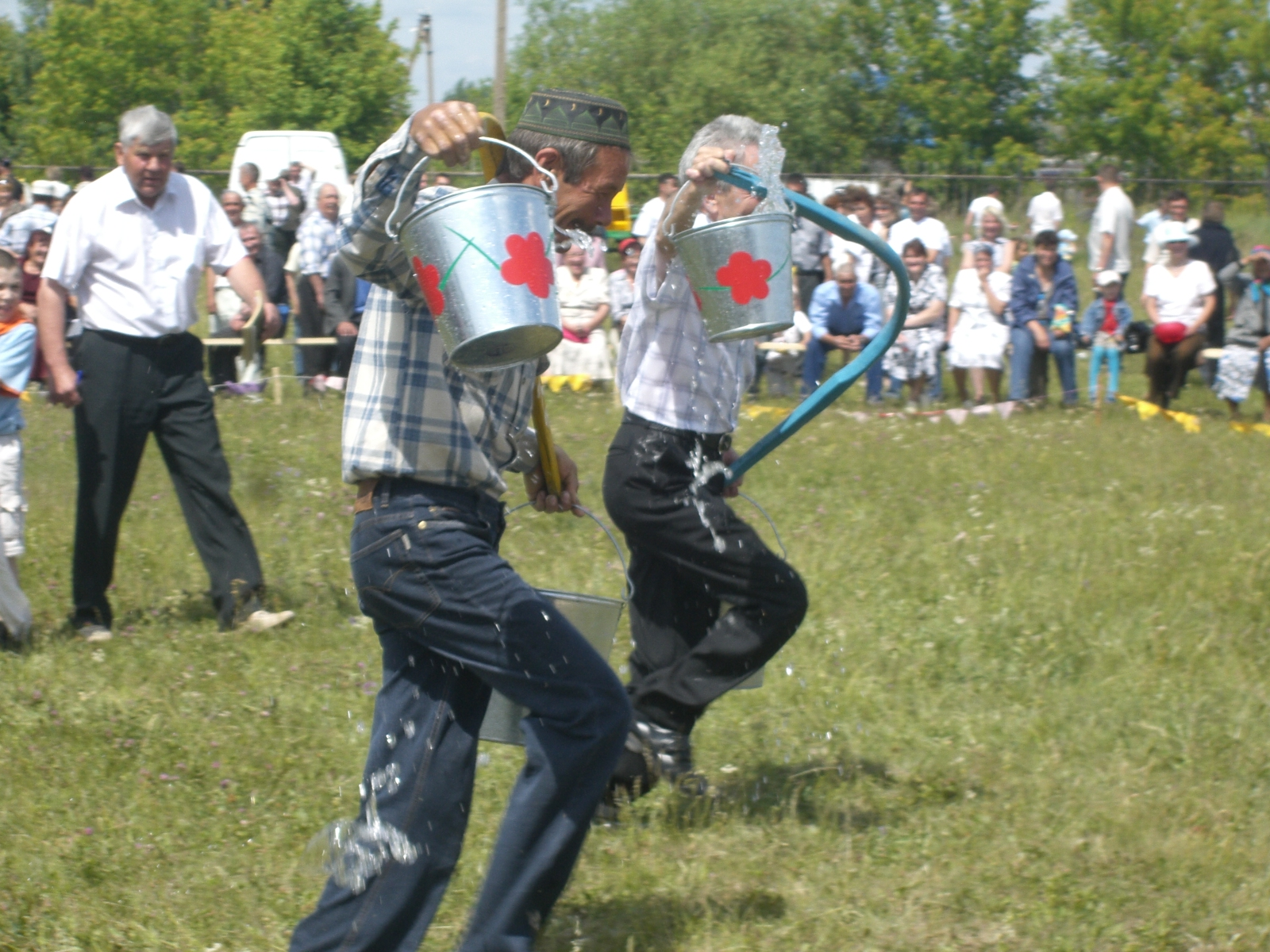
Бег с коромыслами
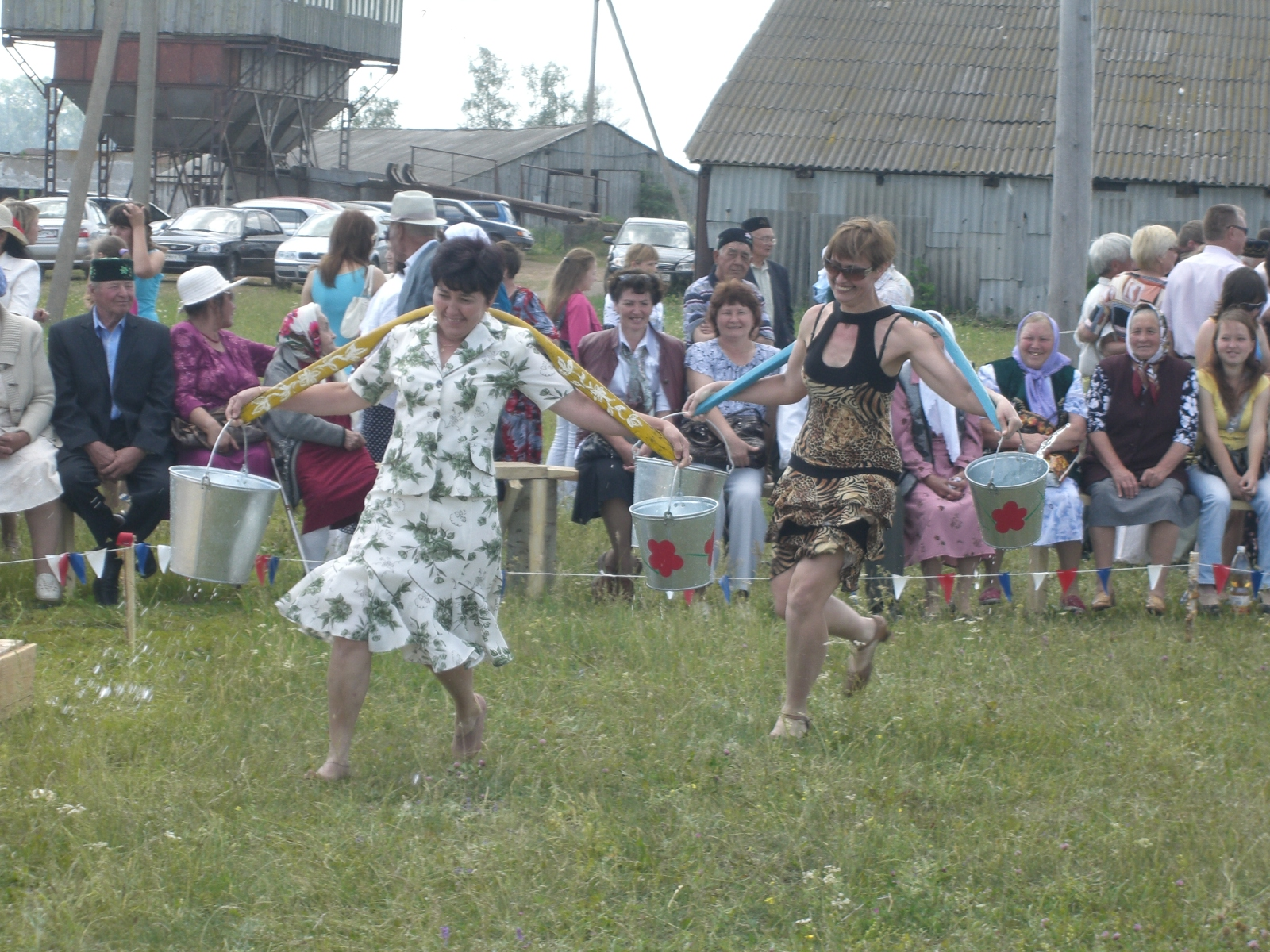
Бег с коромыслами
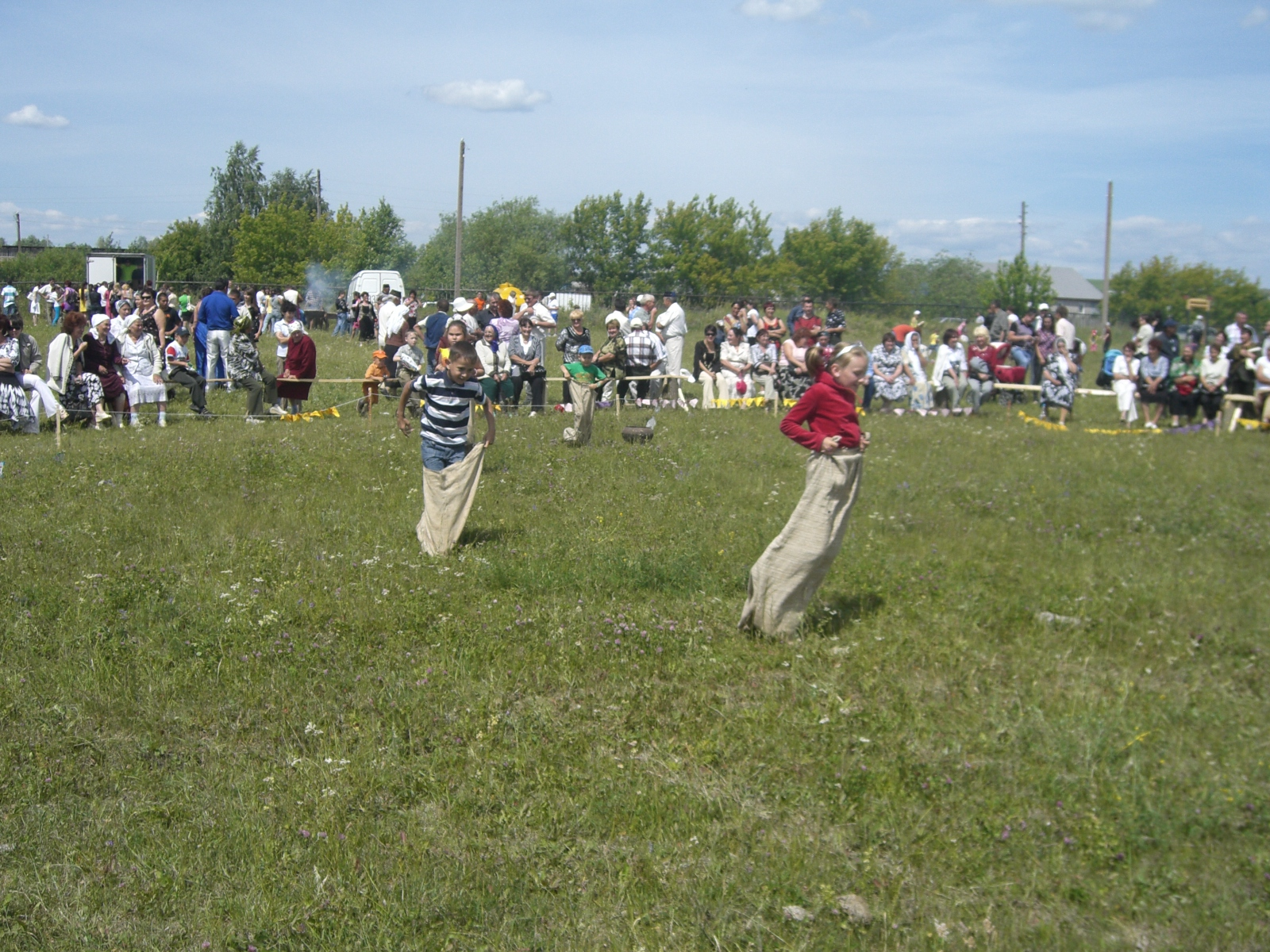
Бег в мешках
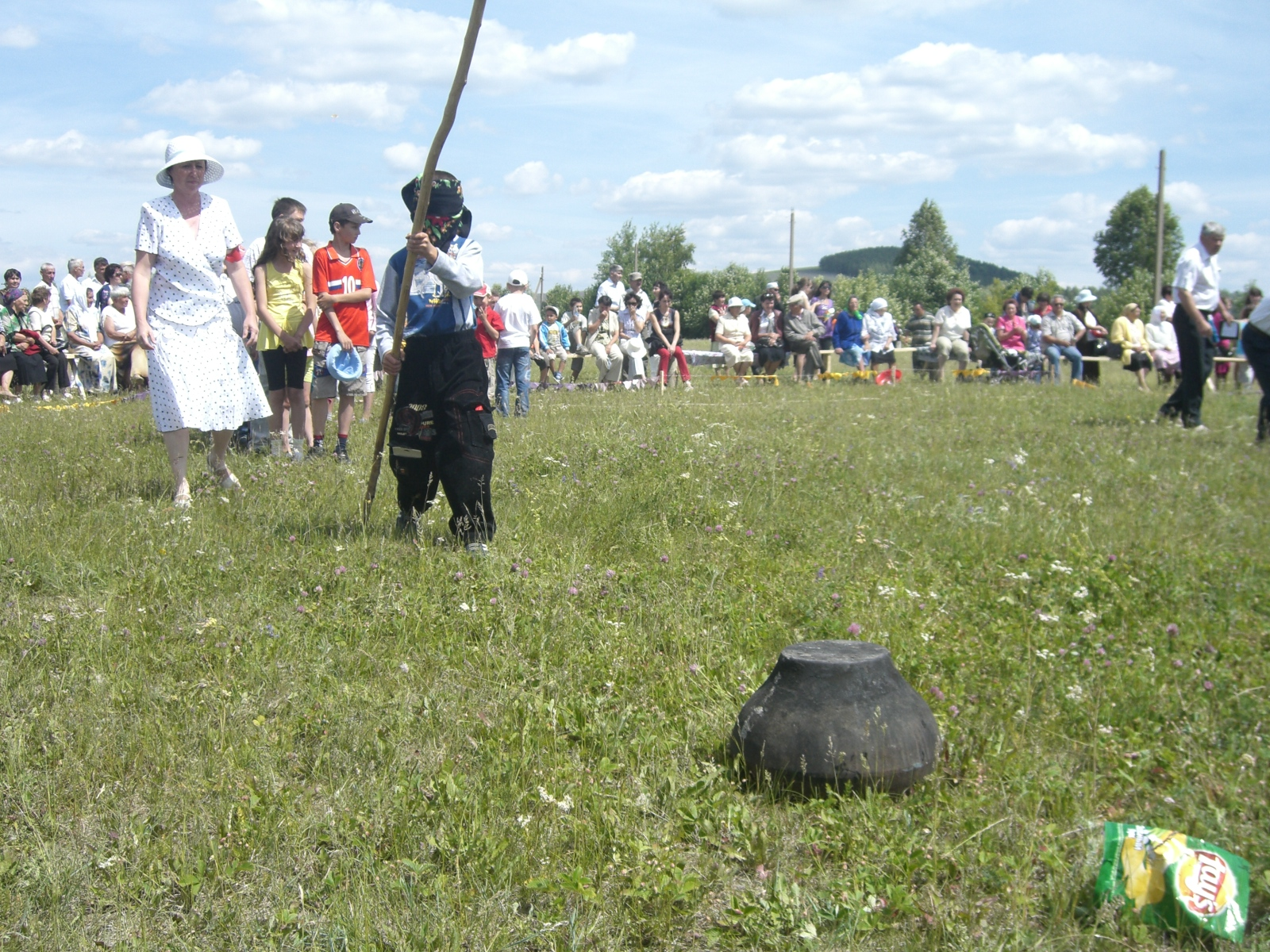
Разбивание чулмака (кувшина, миски)
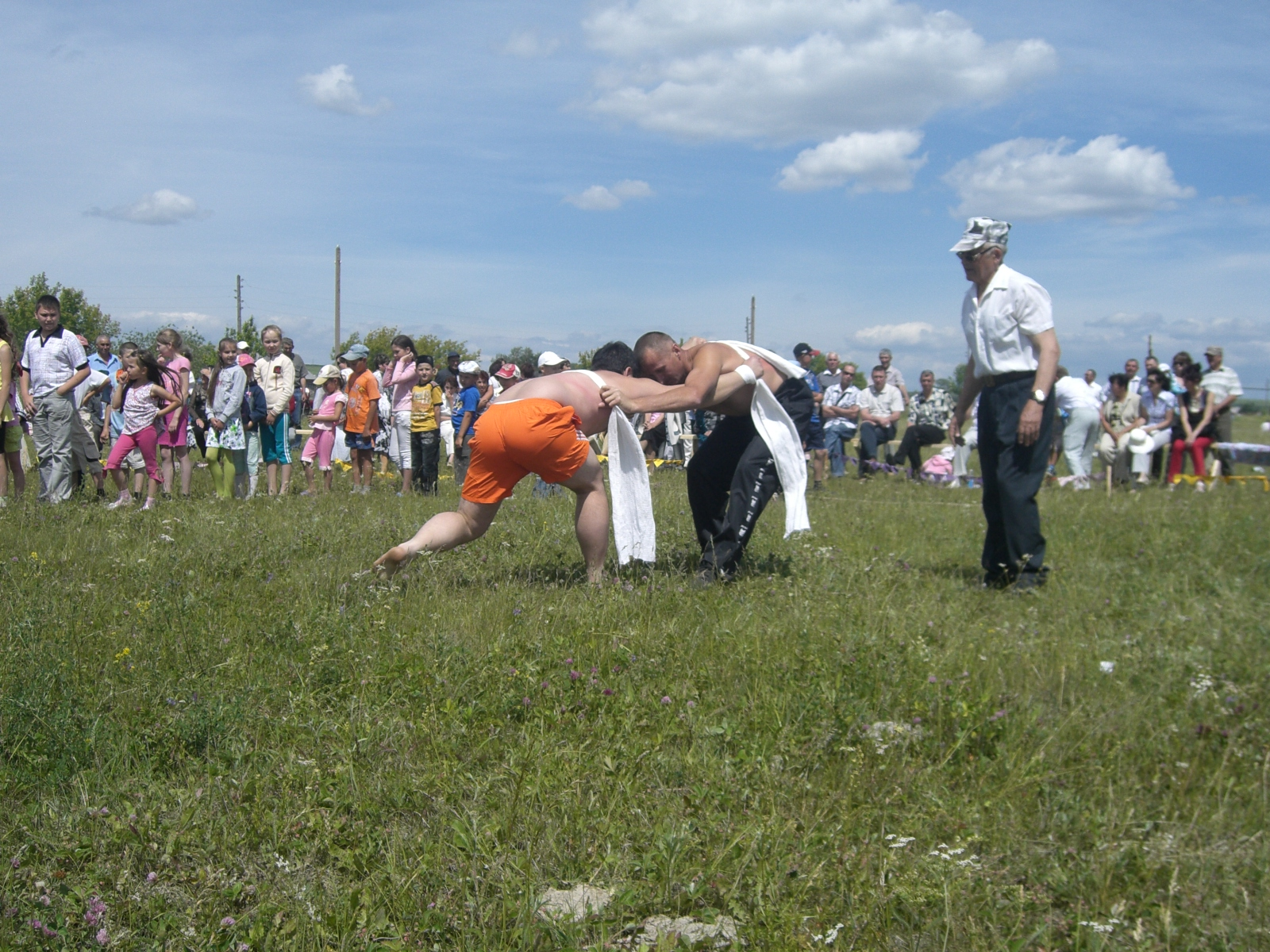
Борьба куреш
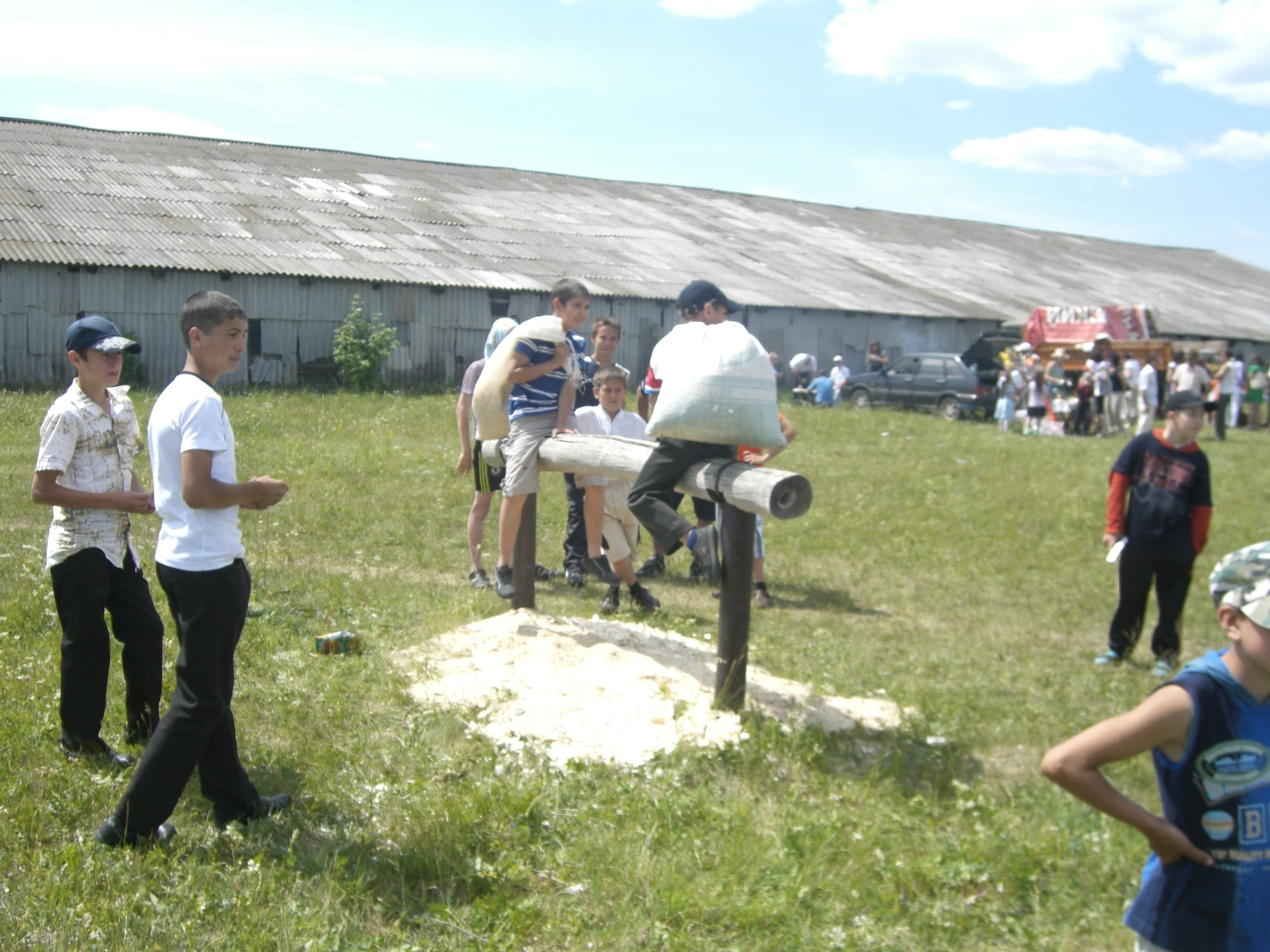
Борьба с мешками
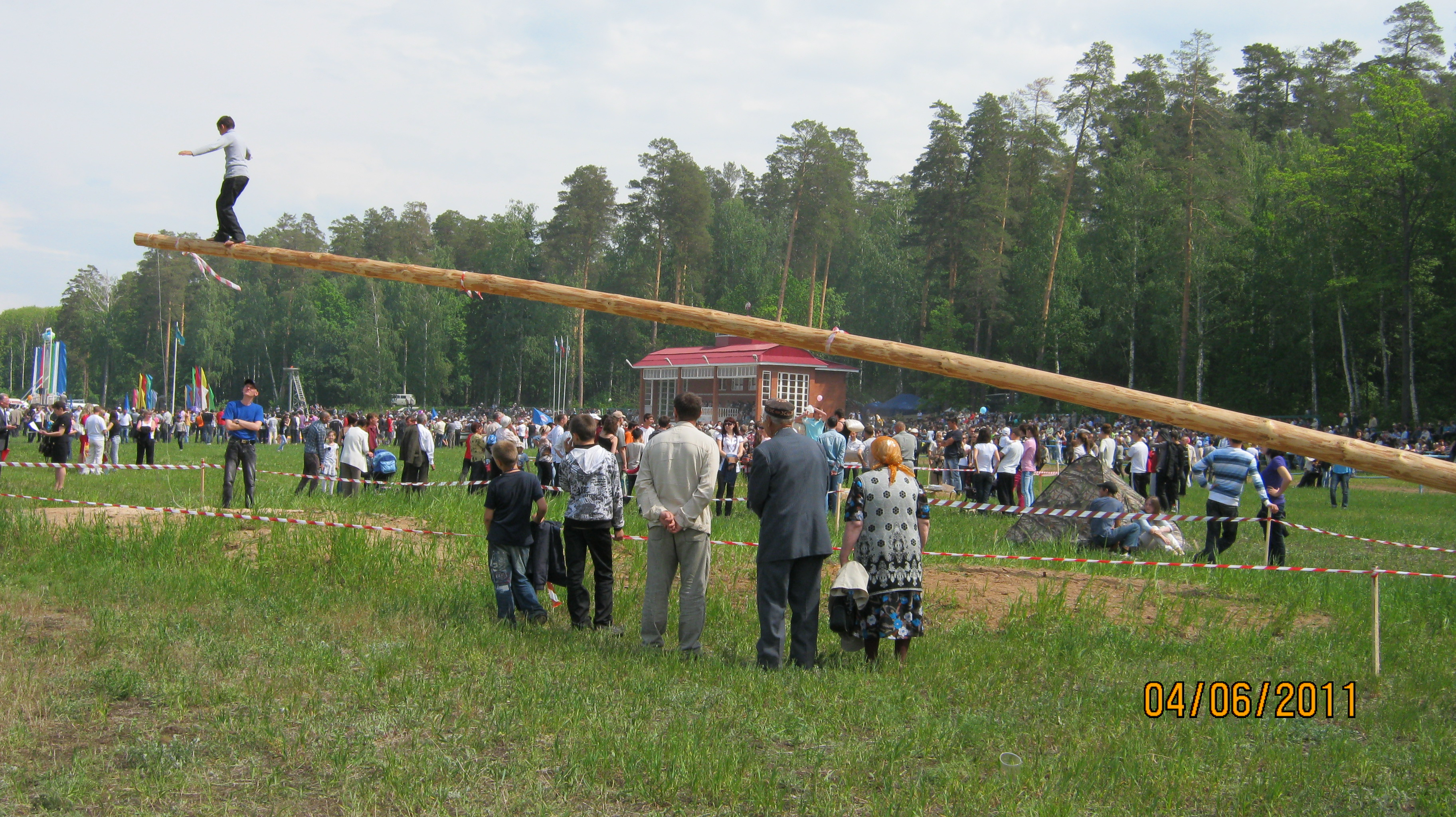
Кривой шест
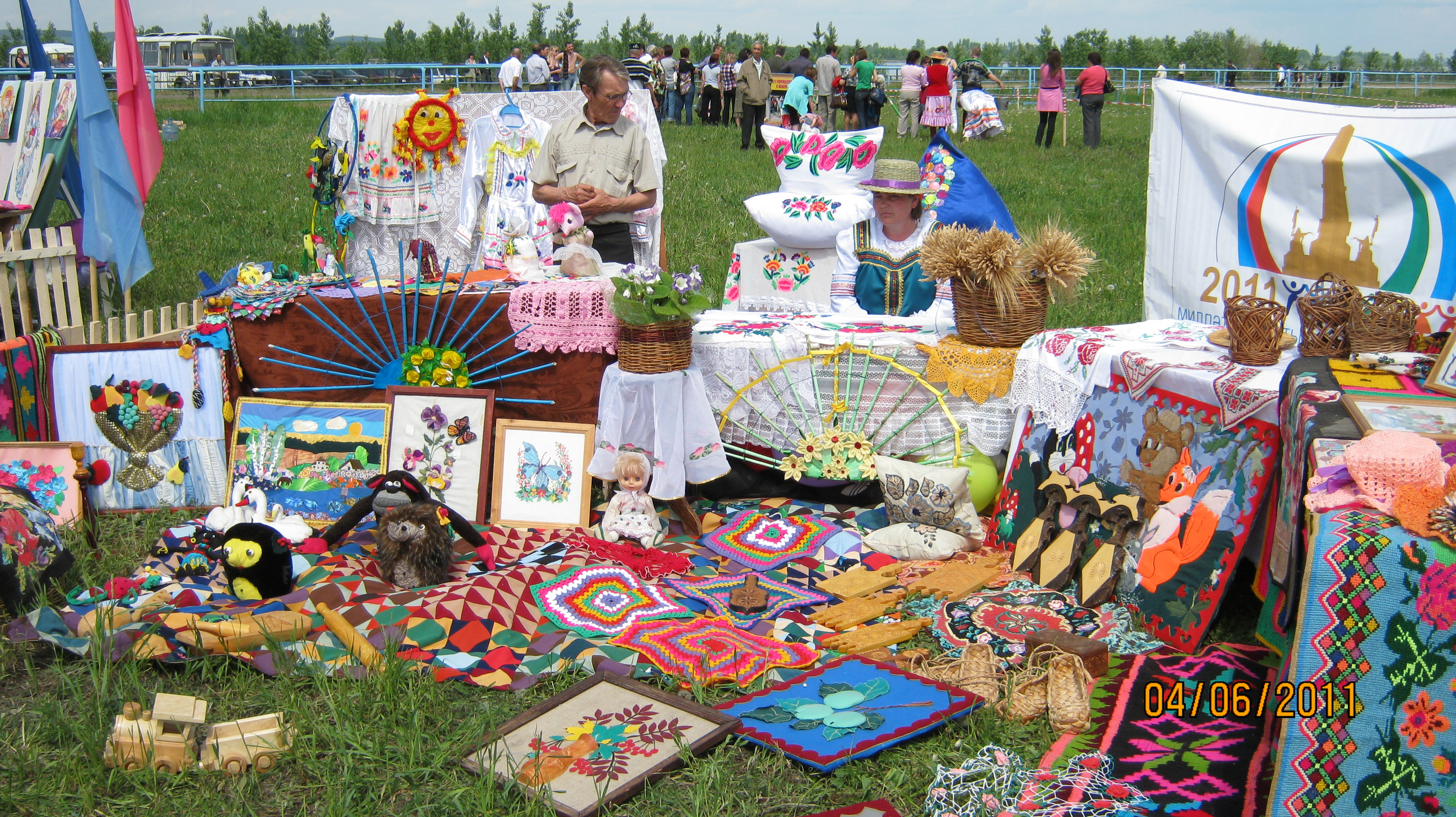
Выставка народного творчества
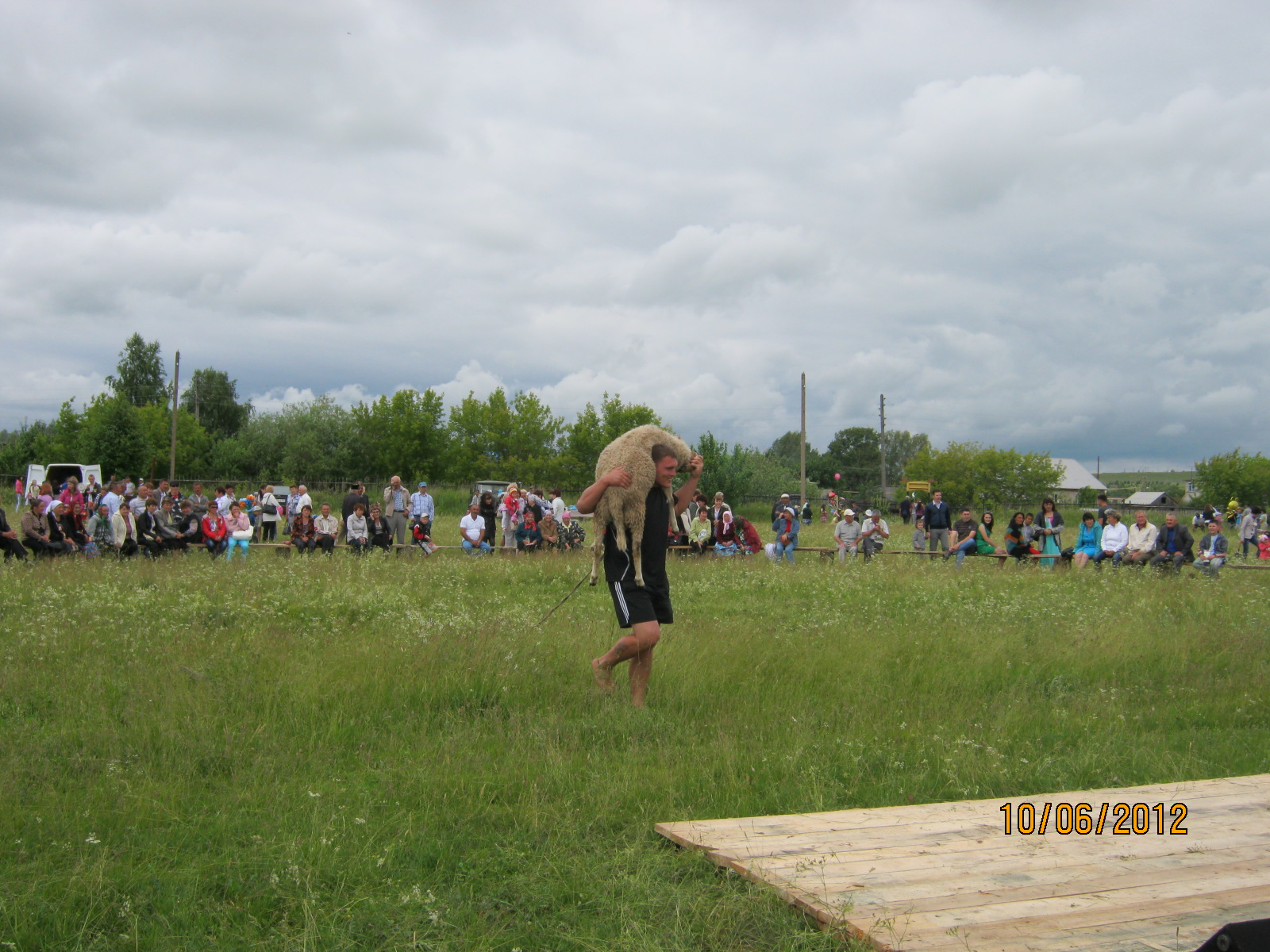
Главный победитель сабантуя с бараном

## Федеральный Сабантуй
Федеральный Сабантуй — национальный праздник, проходящий на федеральном (всероссийском) уровне.
Национальный федеральный праздник Сабантуй назначался в следующих городах:
- 2001 год — Саратов
- 2002 год — Тольятти (Самарская область)
- 2003 год — Димитровград (Ульяновская область)
- 2004 год — Йошкар-Ола
- 2005 год — Саранск
- 2006 год — Нижний Новгород
- 2007 год — Челябинск
- 2008 год — Астрахань
- 2009 год — Ульяновск
- 2010 год — Ижевск
- 2011 год — Екатеринбург
- 2012 год — Владивосток
- 2013 год — Тюмень
- 2014 год — Томск
- 2015 год — Красноярск
- 2016 год — Нижний Новгород
- 2017 год — Астрахань
- 2018 год — Чебоксары
- 2019 год — Новосибирск
- 2020 год — Москва
- 2021 год — Нижневартовск
- 2022 год — Ульяновск
- 2023 год — Кемерово
- 2024 год — Йошкар-Ола
- 2025 год — Якутск
- 2026 год — Омск

## Всероссийский сельский сабантуй
Учредителями Всероссийского сельского сабантуя выступают Исполком Всемирного конгресса татар, Ассоциация татарских сел России и Министерство культуры Республики Татарстан.
- I (29 мая 2010 года) — с. Алькино (Похвистневский р-н, Самарская обл.)
- II (19 июня 2011 года) — с. Шыгырдан (Батыревский р-н, Чувашия)
- III (7 июля 2012 года) — д. Дубровка (Красноармейский р-н, Челябинская обл.)
- IV (29 июня 2013 года) — с. Барда (Бардымский р-н, Пермский край)
- V (24 мая 2014 года) — с. Малые Чапурники (Светлоярский р-н, Волгоградская обл.)
- VI (2015) — д. Татарская Каргала (Сакмарский р-н, Оренбургская обл.)
- VII (2016) — д. Старая Кулатка (Ульяновская обл.)
- VIII (22 июля 2017 года) — д. Средняя Елюзань (Пензенская обл.)
- IX (14 июля 2018 года) — с. Альменево (Курганская обл.)[21]
- X (29 июня 2019 года) — с. Камышла (Самарская обл.)
- В 2020 году не проводился из-за коронавируса.
- ХI (03 июля 2021 года) — д. Муслюмово (Муслюмовский р-н, Татарстан)
- XII (02 июля 2022 года) — с. Аксеново (Лямбирский район, Республика Мордовия)
- XIII (27 мая 2023 года) — с. Три Протока (Приволжский р-н, Астраханская область)
- XIV (15 июня 2024 года) — с. Барда (Бардымский р-н, Пермский край)
- XV (27-28 июня 2025 года) — г. Вятские Поляны (Кировская область)
- XVI (2026 год) — с. Малый Труёв (Кузнецкий р-н, Пензенская область)

## Международный шахтерский Сабантуй
- В 2021 центром празднования стал Кемерово

- в 2022 году — Новокузнецк[22]

## Приволжский Сабантуй
Первый Приволжский Сабантуй прошёл в Нижнем Новгороде 8 июля 2023 года.

## Общеевропейский Сабантуй
Общеевропейский Сабантуй — национальный праздник, проходящий на международном уровне.
Национальный общеевропейский праздник Сабантуй проходил в следующих городах:
- I (7 июня 2014 года) — Рига (Латвия)
- II (19-21 июня 2015 года) — Берлин (Германия)
- III (2016 год) — Великобритания
- IV (2017 год) — Париж (Франция)
- 2019 — Таллин (Эстония)
- 2020 — София (Болгария)